# Chiara Masini Luccetti
Chiara Masini Luccetti, née le 26 mars 1993 à Calenzano, est une nageuse italienne, spécialiste de la nage libre.
Elle mesure 1,71 m pour 63 kg. Son club est le GS Forestale (Eaux et forêts) et son entraîneur est Stefano Franceschi.
Elle commence sa carrière en tant que junior aux championnats d'Europe 2008 où elle termine 4e du relais 4 × 100 m, puis remporte la médaille d'argent à ceux de 2009, tout en finissant 5e dans l'épreuve individuelle du 100 m nage libre. La même année, elle remporte la médaille d'argent aux Gymnasiades 2009. Finaliste en petit bassin lors des championnats d'Europe 2010 (7e). Elle remporte la médaille d'or lors des Jeux méditerranéens de 2013 sur le relais 4 × 200 m mais échoue au pied du podium du 400 m nage libre.
Avec ses coéquipières Alice Mizzau, Stefania Pirozzi et Federica Pellegrini, elle remporte la médaille d'or du relais 4 × 200 m lors des championnats d'Europe 2014, puis elle contribue au premier podium mondial pour un relais féminin de l'Italie aux championnats du monde 2015 de Kazan, où elle remporte la médaille d'argent avec Alice Mizzau, Erica Musso et Federica Pellegrini.

## Lien
- fiche fédération italienne